# Vattentjärnen, Ångermanland
Vattentjärnen är en sjö i Kramfors kommun i Ångermanland och ingår i Ångermanälven-Gådeåns kustområde. Sjön har en area på 0,0773 kvadratkilometer och ligger 283,1 meter över havet.

## Delavrinningsområde
Vattentjärnen ingår i det delavrinningsområde (698497-158188) som SMHI kallar för Mynnar i Bollstaån. Medelhöjden är 313 meter över havet och ytan är 3,96 kvadratkilometer. Räknas de 3 avrinningsområdena uppströms in blir den ackumulerade arean 8,18 kvadratkilometer. Vattendraget som avvattnar avrinningsområdet har biflödesordning 2, vilket innebär att vattnet flödar genom totalt 2 vattendrag innan det når havet efter 24 kilometer. Avrinningsområdet består mestadels av skog (93 procent). Avrinningsområdet har 0,08 kvadratkilometer vattenytor vilket ger det en sjöprocent på 1,9 procent.